# Ордеса-и-Монте-Пердидо
Ордеса-и-Монте-Пердидо — национальный парк в испанских Пиренеях, в провинции Уэска.
Национальный парк, старейший в Пиренеях, был организован 16 августа 1918 года. Главная достопримечательность — горная вершина Монте-Пердидо (3 355 м), внесённая в 1997 году в список Всемирного наследия ЮНЕСКО. Около 600 000 человек посещают парк каждый год.
В долине реки Ордеса расположены самые глубокие каньоны европейского континента с причудливыми скалами, которые похожи на скалы Гранд-Каньона, но с бо́льшим количеством растительности. 
На охраняемой территории сохранились растения и животные, которые к настоящему времени исчезли в большей части Европы (напр., бурый медведь и обыкновенный стервятник).